# Königspfalz

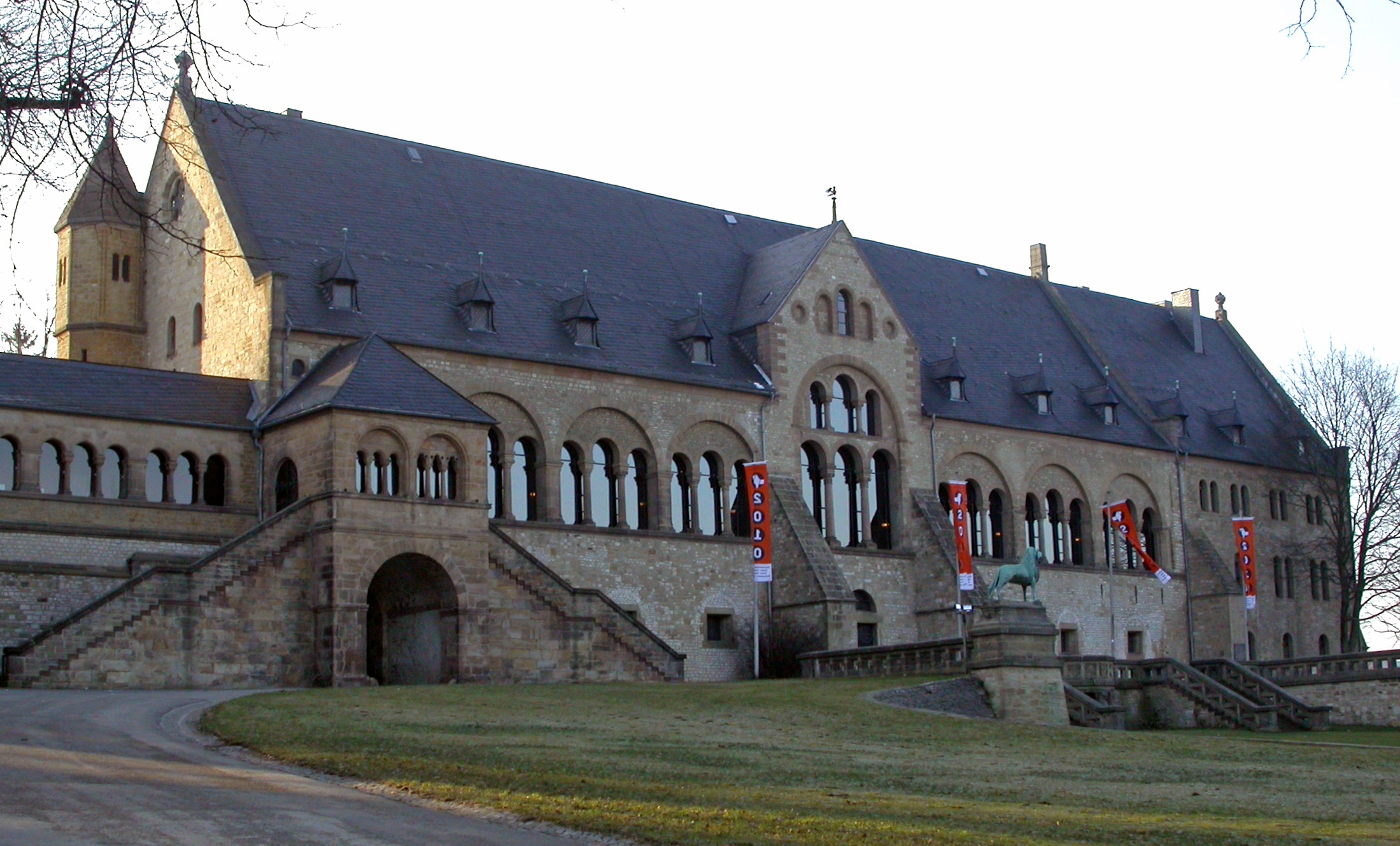
Kaiserpfalz Goslar

Kaiserpfalz hay Königspfalz là một từ để chỉ một số lâu đài trong thời đại Đế quốc La Mã Thần thánh được dùng làm chỗ cư trú cho vua La Mã Đức, hay hoàng đế La Mã Thần thánh trong thời kỳ Sơ kỳ và Trung kỳ Trung cổ khi ông ta không có chỗ ở nhất định. Trong một vài trường hợp hiếm có cũng là lâu đài của một giám mục, mà phải cung cấp cho hoàng đế chỗ ăn ở khi ông ta đi qua, bổn phận này gọi là Gastungspflicht. Đây cũng là nơi ông ta làm việc, tiếp khách, xử án và tổ chức tiệc tùng.

## Lịch sử
Vua thời Trung cổ của đế quốc La Mã Thần thánh cai trị không từ thủ đô, mà đi tới các chư hầu. Do đó người ta xây những Pfalz (Königspfalz) cho nhà vua ở khi ông ta tới. Khác với Pfalz, nơi mà vua cai trị khi đi tham quan, Königshof chỉ là một nông trại thuộc quyền sở hữu của nhà vua, là chỗ vua tạm trú trên đường đi.
Pfalz thường là những nông trại lớn, mà có thể cung cấp thức ăn và chỗ ngủ cho nhà vua và những người tháp tùng đông đảo, thường là hàng trăm người, cũng như quan khách và cả ngựa của họ. Pfalz thường được dựng lên với khoảng cách là 30 km, một ngày đi bằng ngựa vào thời đó.
Pfalz có ít nhất một Palas (chỗ vua ở, tiếp khách và làm việc, Pfalzkapelle (nơi thờ phụng) và một Gutshof (nông trại). các vị vua hoặc hoàng đế làm việc ở đây, hội họp và tổ chức những lễ lộc tôn giáo.
Những Pfalz, mà đóng vai trò quan trọng thường là những nơi các vị vua ở qua mùa đông (Winterpfalz), tổ chức lễ lộc, trong đó lễ Phục sinh là quan trọng nhất (Osterpfalz).
Những Pfalz lớn thường nằm ở các thành phố, mà có quyền đặc biệt (thành phố tự do), cũng có thể là chỗ cư trú của một giám mục hay tu viện đế chế.